# Biomphalaria salinarum
Biomphalaria salinarum је пуж из реда Hygrophila. 

## Угроженост
Подаци о распрострањености ове врсте су недовољни.

## Распрострањење
Врста је присутна у Анголи.

## Станиште
Станиште врсте су слатководна подручја. 